# Автозаводська (станція метро, Нижній Новгород)
56°15′29″ пн. ш. 43°54′07″ сх. д. / 56.25806° пн. ш. 43.90194° сх. д.
Автозаводська (рос. Автозаводская) — станція Автозаводської лінії Нижньогородського метро, розташована між станціями «Комсомольська» та «Пролетарська». Відкрита 8 серпня 1987 року в складі другої черги Автозаводської лінії.

## Назва
Станція мала називатися «Північна», за Північною прохідною автозаводу, проте фактичне розташування на півдні міста вимусило змінити планову назву..

## Виходи
Станція розташована на пр. Леніна біля Північної прохідної Горьківського автозаводу. Поряд знаходиться завод залізобетонних конструкцій №1.

## Технічна характеристика
Конструкція станції — колонна трипрогінна мілкого закладення.

## Оздоблення
Підлога станції викладена сірим гранітом, який перетинають товсті смуги з чорного мармуру. Колони квадратні, оздоблені сірим мармуром. Колійні стіни виконані з жовтуватого мармуру, по верхній їх частині викладено панно на тему нижньогородського автомобілебудування.
Спочатку ці панно призначалися для сучасної «Комсомольській» — мармур для них був підібраний спеціально, щоб поєднуватися з кольором мармуру на її колонах. Але до моменту прийняття описаного вище рішення про перейменування центральний зал «Комсомольської» був уже частково оздоблений, тому на нову «Автозаводську» були перевезені тільки панно. Цим і пояснюється помітна розбіжність колірної гами в оздоблені колійних стін і центрального залу на кожній з цих двох станцій.